# Käerjeng
Käerjeng est une commune luxembourgeoise située dans le canton de Capellen.

## Géographie

### Localisation
Käerjeng est limitrophe des communes suivantes :
La commune de Käerjeng est délimitée au nord-ouest par la frontière belge qui la sépare de la province de Luxembourg.
Elle est située sur la ligne de partage des eaux du bassin versant du Rhin (au nord avec les sources de la rivière Eisch, un affluent de l'Alzette) et de la Meuse (au sud, en rive droite de la Chiers).
L’altitude varie entre 270 m (au lieu-dit Tapp près de Linger) et 395 m (au lieu-dit Kues dans le village de Fingig).

### Sections de la commune
- Bascharage (chef-lieu)
- Clemency
- Fingig
- Hautcharage
- Linger

### Voies de communication et transports
Käerjeng est traversée par la route nationale N5 qui permet d'accéder notamment à la route nationale N31 vers la Belgique et surtout l'autoroute A13.
La commune est desservie par le Transport intercommunal de personnes dans le canton d'Esch-sur-Alzette (TICE) et par le Régime général des transports routiers (RGTR).
La commune possède une gare ouverte aux voyageurs, la gare de Bascharage - Sanem.

## Toponymie
Le nom est issu de l'ancienne commune de Bascharage dont le nom luxembourgeois est Nidderkäerjeng (« Bas-Charage » ou Nidder Käerjeng) et d'une localité de cette même commune, Hautcharage dont le nom luxembourgeois est Uewerkäerjeng.
Seul le nom en luxembourgeois est utilisé de manière officielle, les noms en français et allemand sont respectivement Charage et Kerschen.

## Histoire
La commune est née de la fusion des communes de Bascharage et Clemency le 1er janvier 2012.

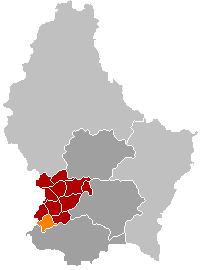
Bascharage.
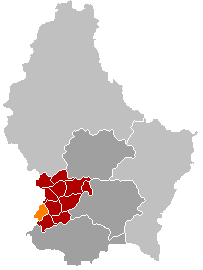
Clemency.
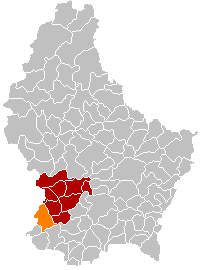
Käerjeng.

## Politique et administration

### Liste des bourgmestres
| Identité                   | Période          | Période | Durée | Étiquette |
| Identité                   | Début            | Fin     | Durée | Étiquette |
| -------------------------- | ---------------- | ------- | ----- | --------- |
| Michel Wolter (né en 1962) | 1er janvier 2012 |         |       | CSV       |

## Population et société

### Démographie
L'évolution du nombre d'habitants est connue à travers les recensements de la population effectués dans le pays depuis 1821. Les recensements décennaux de la population permettent de caler les chiffres sur la composition de la population par sexe, âge, nationalité et commune de résidence. Entre deux recensements, la population au 1er janvier de l’année {\displaystyle x} est évaluée en ajoutant à la population au 1er janvier de l’année {\displaystyle x-1} les soldes naturel (naissances {\displaystyle -} décès) et migratoire (arrivées {\displaystyle -} départs) de l'année. La même méthode est appliquée pour la répartition par âge au 1er janvier et les effectifs totaux par nationalité. Depuis le 1er septembre 2023, le Luxembourg dénombre 100 communes.
Au 1er janvier 2024, la commune comptait 11 159 habitants.
| 2012  | 2013  | 2014  | 2015  | 2016   | 2017   | 2018   | 2019   | 2020   |
| ----- | ----- | ----- | ----- | ------ | ------ | ------ | ------ | ------ |
| 9 722 | 9 799 | 9 875 | 9 979 | 10 033 | 10 232 | 10 294 | 10 409 | 10 464 |

| 2021   | 2022   | 2023   | 2024   | - | - | - | - | - |
| ------ | ------ | ------ | ------ | - | - | - | - | - |
| 10 517 | 10 775 | 11 015 | 11 159 | - | - | - | - | - |

Pour des raisons techniques, il est temporairement impossible d'afficher le graphique qui aurait dû être présenté ici.

## Économie
Le nom de Käerjeng/Bascharage est lié à une grande brasserie de bière blonde située à Bascharage et faisant partie du groupe Brasserie Nationale réputé pour ses bières Bofferding et Battin.
Une zone industrielle, dénommée d'après l'Américain d'origine luxembourgeoise Edward Steichen, a été créée à Bascharage vers 1990 et regroupe les filiales locales ou régionales de grandes entreprises internationales comme 'Luxguard' et 'Delphi Technologies'.

## Culture locale et patrimoine

### Patrimoine naturel
On trouve sur le territoire de la commune deux réserves naturelles :
- la réserve naturelle du Boufferdanger Muer entre Hautcharage et Fingig ;
- la réserve des vallons encaissés à Hautcharage.

### Personnalités liées à la commune
- Claus Cito, sculpteur (monument de la Gëlle Fra) ;
- Michel Wolter, bourgmestre, ancien ministre.

### Héraldique, logotype et devise
La commune ne dispose pas d'un blason.